# وندی واسرستاین
وندی واسرستاین (انگلیسی: Wendy Wasserstein؛ ۱۸ اکتبر ۱۹۵۰ – ۳۰ ژانویهٔ ۲۰۰۶) یک فیلم‌نامه‌نویس اهل ایالات متحده آمریکا بود.